# 聖塞巴斯提安地鐵
聖塞巴斯提安地鐵 (西班牙語：Metro de San Sebastián)是服務於西班牙巴斯克聖塞瓦斯蒂安以及周圍吉普斯夸省，並連接法國邊境城市昂達伊的城市軌道交通系統，由於基礎設施的升級，2012年10月4日巴斯克的西班牙工人社会党政府開始將該系統稱為「地鐵」，共有2條路線，總長29.8公里，有21個車站。但是2012年12月上任的巴斯克民族主義黨政府反對將該系統稱為「地鐵」，並在2017年取消該名稱。

## 歷史

### 巴斯克鐵路
聖塞巴斯提安地鐵路線最初屬於米轨鐵路--埃爾戈伊瓦爾 - 聖塞瓦斯蒂安鐵路的一部分，於1890年動工，1893年埃爾戈伊瓦爾 - 德瓦開通，1895年萨劳特斯 - 阿馬拉 (聖塞巴斯提安)開通，1901年德瓦 - 萨劳特斯開通，連接畢爾包與聖塞巴斯提安的米軌鐵路線全線通車。1906年埃爾戈伊瓦爾 - 聖塞瓦斯蒂安鐵路與比斯開中央鐵路、杜蘭戈 - 蘇馬拉加鐵路合併為巴斯克鐵路，另外埃爾戈伊瓦爾 - 聖塞瓦斯蒂安鐵路在1901年獲得聖塞瓦斯蒂安到法國邊境鐵路的鋪設權也移交巴斯克鐵路，1912年阿馬拉 - 國際橋開通，隔年抵達法國昂達伊站。
1929年巴斯克鐵路全線電氣化，使用1500V 直流電高架電纜供電。巴斯克鐵路在1940、50年代運輸量達到高峰，然而此後由於公路運輸發展，運量逐漸下降，巴斯克鐵路陷入虧損，1972年被西班牙窄軌鐵路公司 (FEVE)接管。1975年西班牙民主转型後開始進行权力下放，1982年FEVE將巴斯克鐵路轉交巴斯克政府成立的巴斯克鐵路公司運營。

### 地鐵開通
巴斯克鐵路公司接手後開始進行一系列工程，將部分路線複線化及地下化，並增加車站。1998年拉薩爾特-奧里亞站支線開通，2004年巴斯克鐵路公司宣布計畫將聖塞巴斯提安到伊倫區間升格為地鐵，2012年10月4日隨著聖塞巴斯提安境內多數路段地下化、複線化完工，巴斯克鐵路公司公布「聖塞巴斯提安地鐵」的品牌名稱，在阿馬拉 - 埃雷拉區間提供7.5分鐘班距的地鐵服務，其餘部分15分鐘一班，編為E2線。
2016年阿爾察站支線開通，編為E5線。2017年巴斯克政府正式停用「聖塞巴斯提安地鐵」名稱，鑑於系統存在大量隧道，部分當地住民將該系統為Topo (西班牙语意為「鼴鼠」)。但至今官方沒有宣布正式名稱，而是將聖塞巴斯提安地鐵視為巴斯克鐵路公司路網一部分。

## 路線

### 營運路線

聖塞巴斯提安地鐵實際路線圖 (未顯示所有車站)

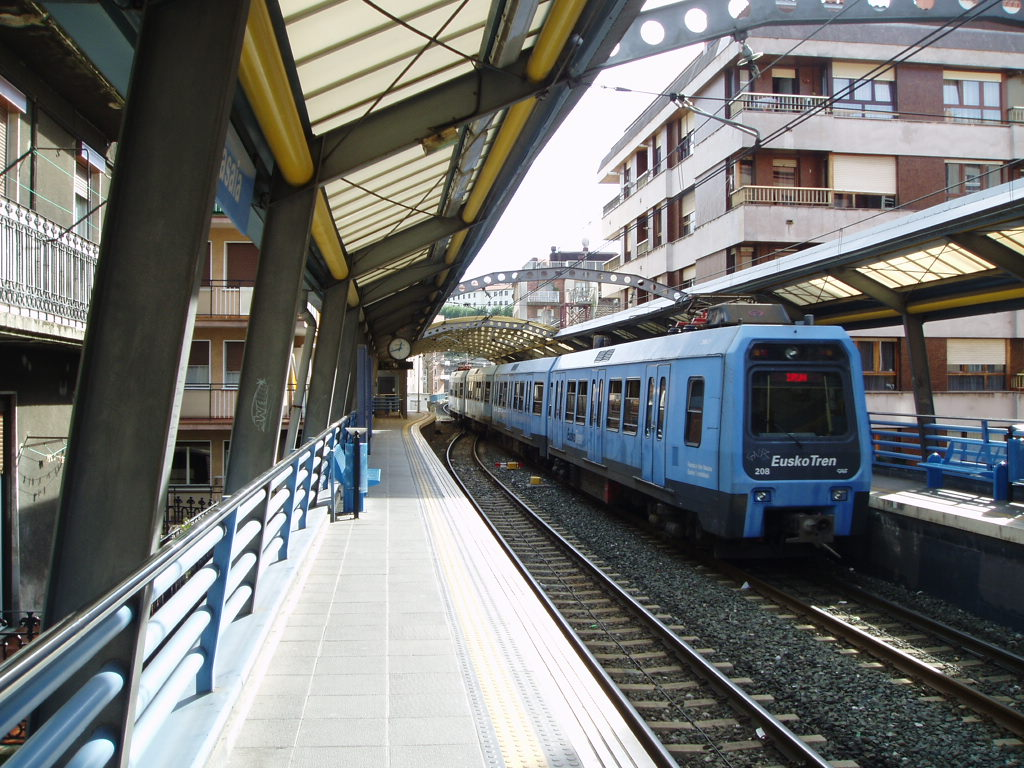
帕薩赫斯站高架站體，緊鄰周圍民居。

由於阿馬拉站為港灣式月台，列車在該站須折返。
| 路線 | 起迄站                   | 開通 | 長度  | 車站數 |
| ---- | ------------------------ | ---- | ----- | ------ |
|      | 拉薩爾特-奧里亞 ↔ 昂達伊 | 2012 | 28.37 | 20     |
|      | 阿馬拉 ↔ 阿爾察          | 2016 | 6.5   | 6      |

### 建設中路線
聖塞巴斯提安地鐵目前有兩個工程進行中，首先在阿馬拉站目前列車須折返，因此在盧加里茨站 - 阿馬拉站之間將建造一條半圓形隧道，並增設2個新站，完工後阿馬拉站將不再是港灣式月台，列車無須在阿馬拉站折返。工程已於2017年底開工，原定2022年完工投入使用，現已延至2025年。
另一工程位於阿爾察站，聖塞巴斯提安地鐵早已計畫在埃雷拉 - 加爾察拉博達之間進行地下化、複線化，2016年阿爾察站作為第一階段開通，2022年2月後續工程動工，預計2027年完工，完工後帕薩赫斯站將在現址南方地下化，加爾察拉博達站則在原址地下化，埃雷拉 - 加爾察拉博達完全複線化。帕薩赫斯站附近高架路段將消除，不再影響周圍住民與城市景觀。

### 計畫中路線
聖塞巴斯提安地鐵計畫自貝拉斯科尼亞站建設一條通往丰特拉维亚的支線，並通過聖塞巴斯提安機場，該線預計新增3個車站，全線複線化，多數路段地下化，除聖塞巴斯提安機場附近高架化。

## 車輛

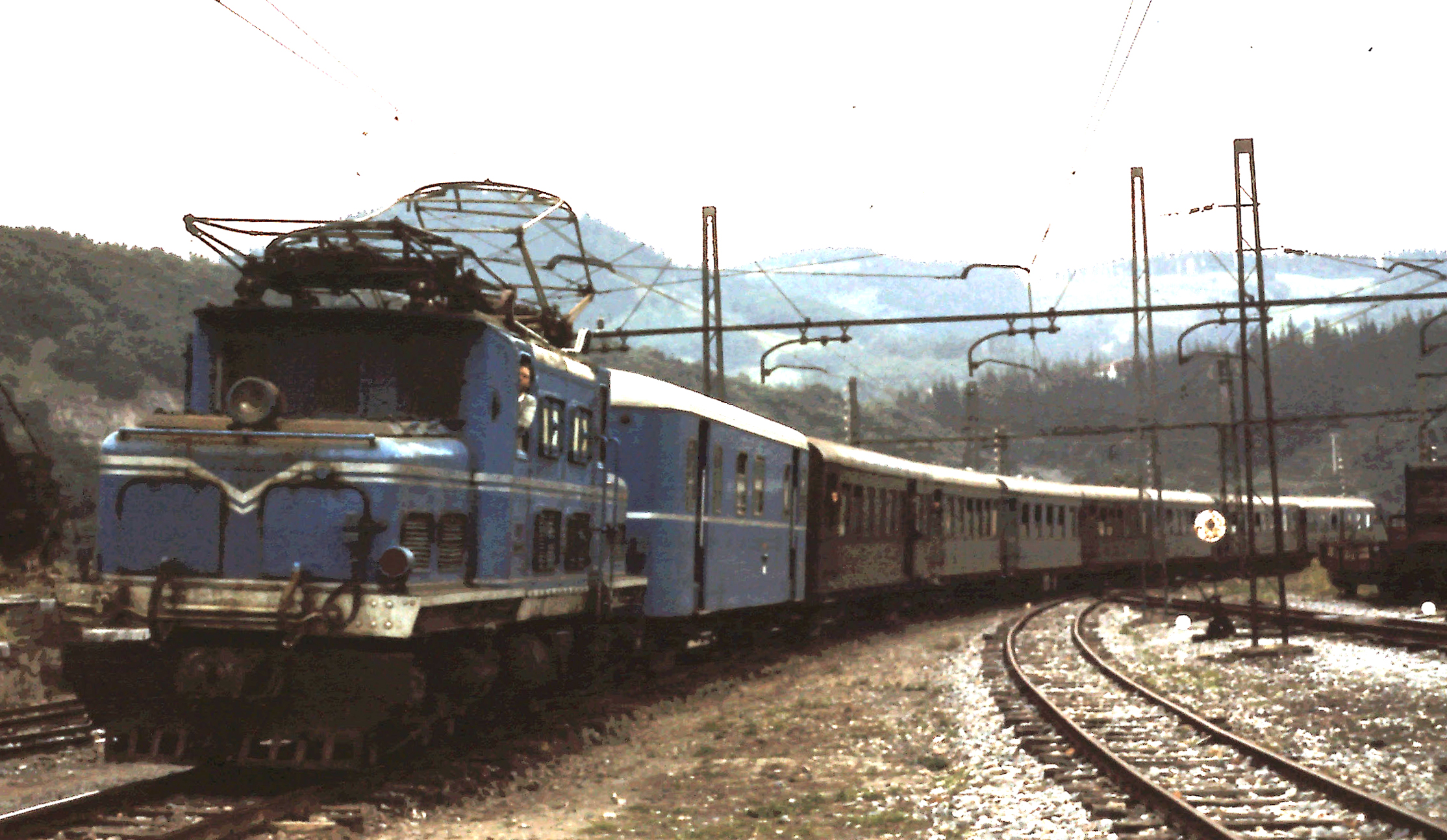
布朗-博韋里股份公司製造的電力機車
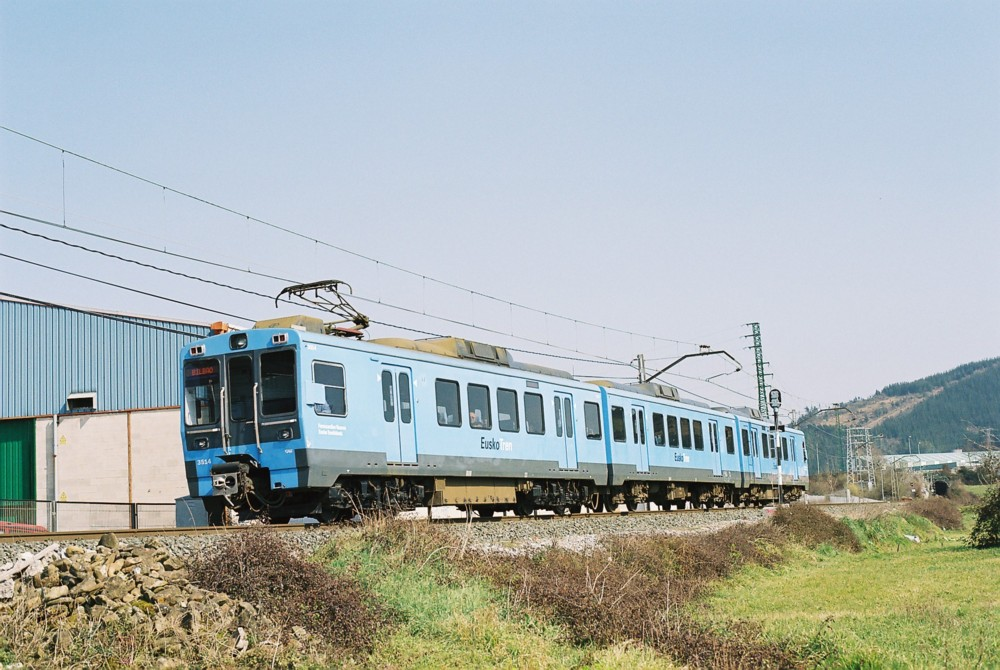
UT3500系列
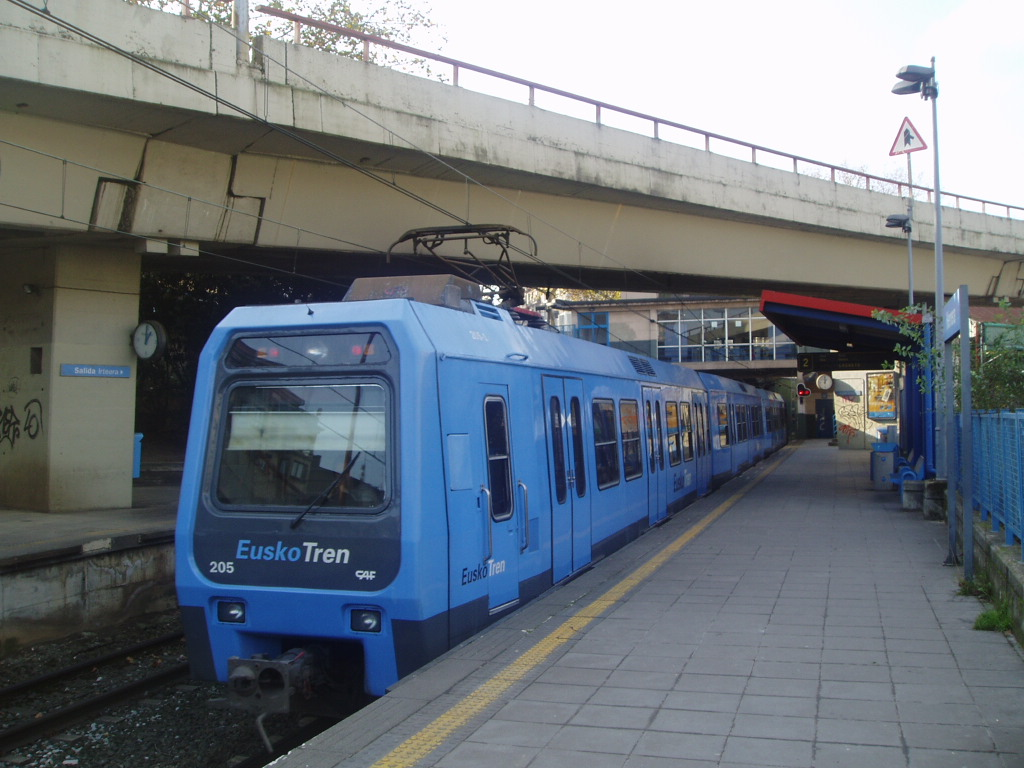
UT200系列
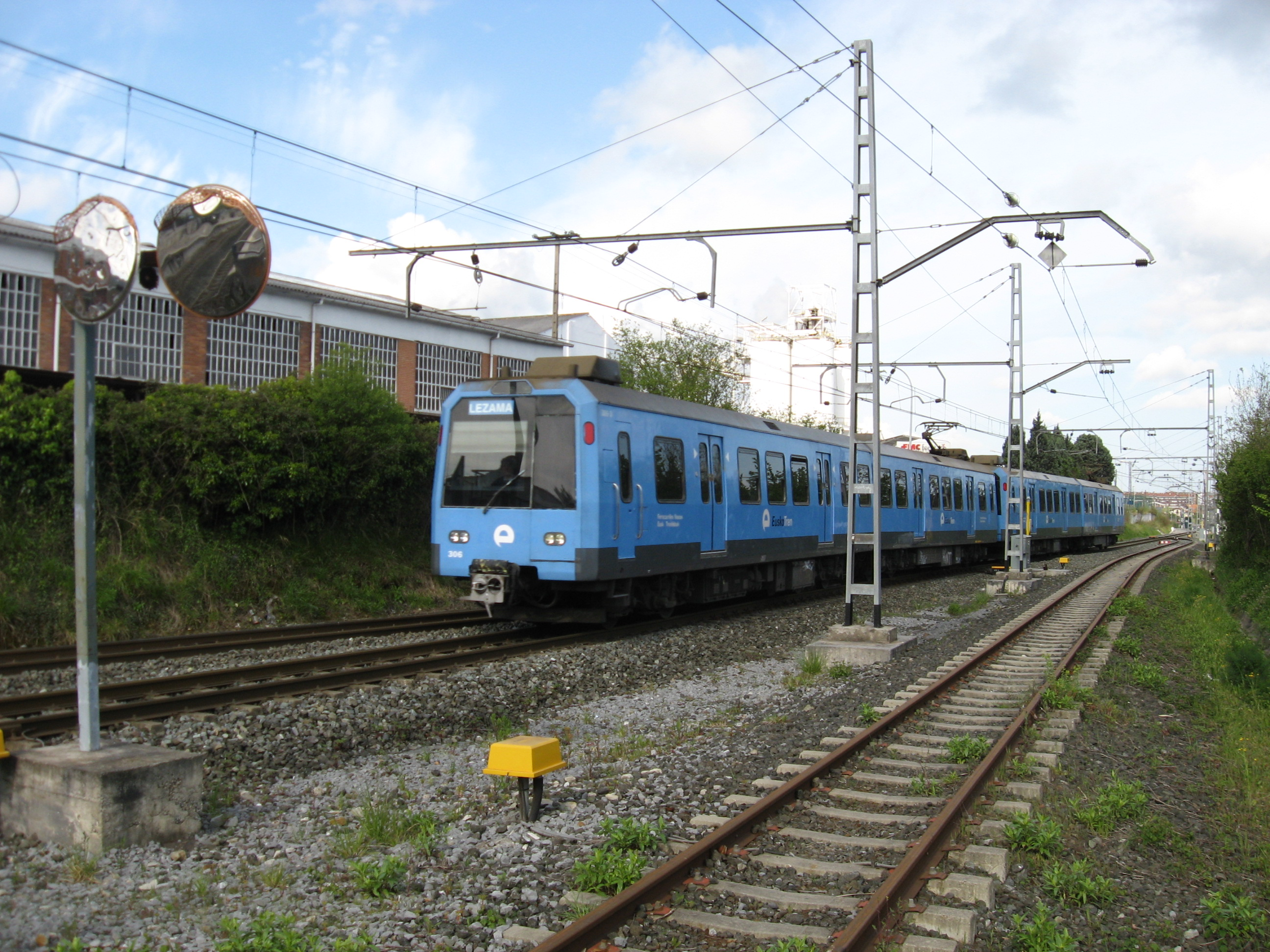
UT300系列舊塗裝
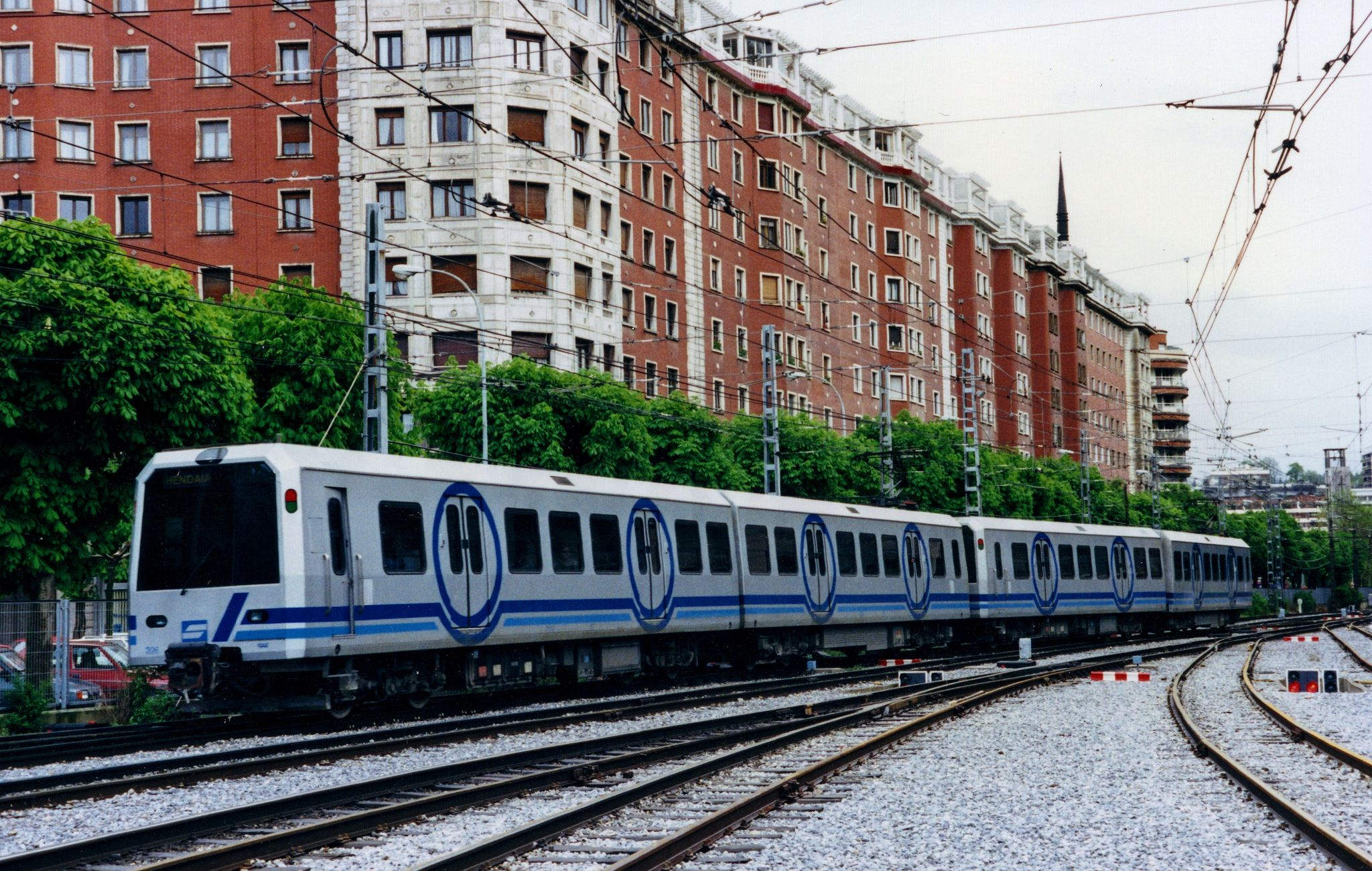
UT300系列新塗裝
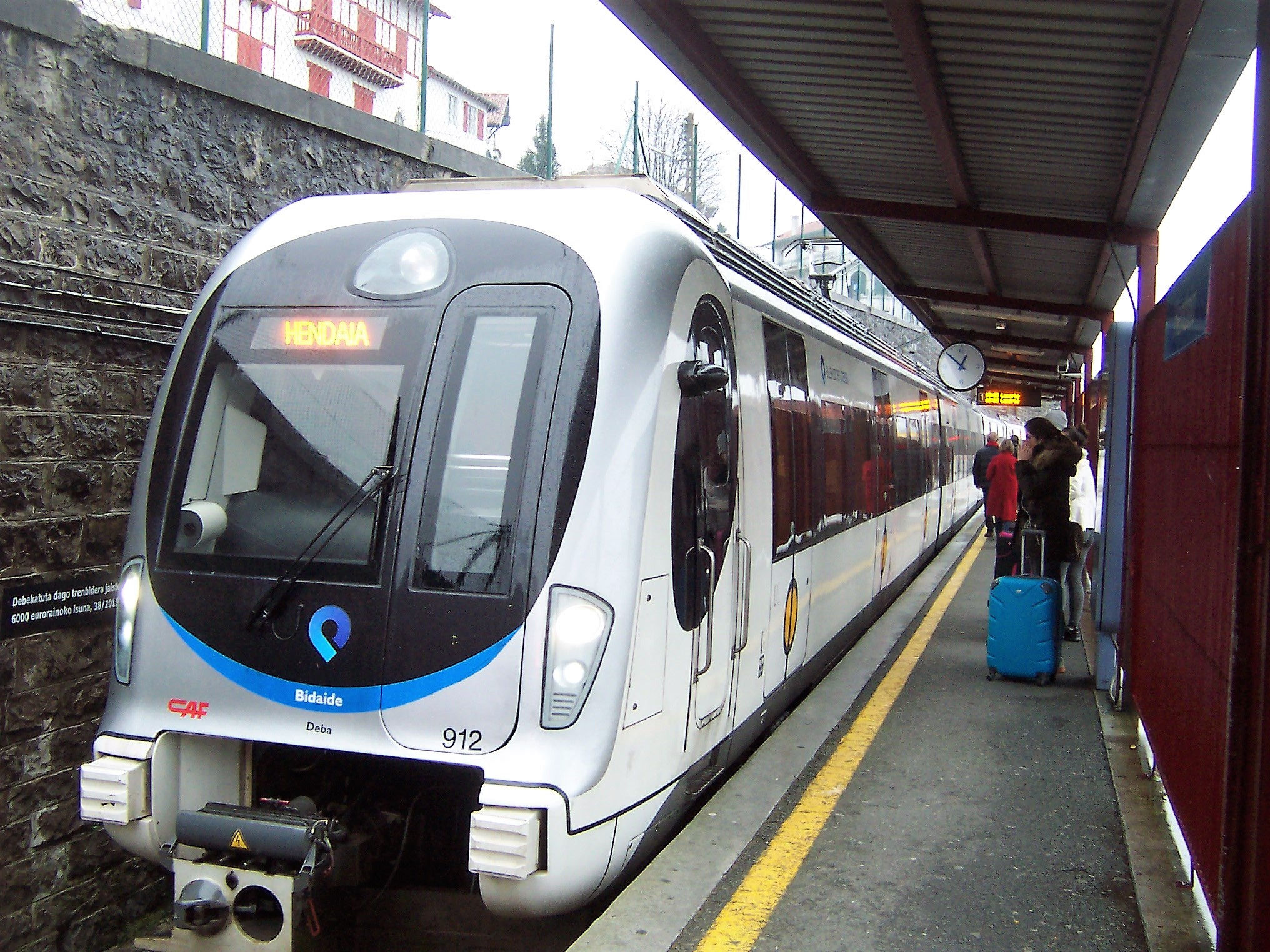
EMU900系列位於法國昂達伊站

### 除役車輛
巴斯克鐵路通車初期採用蒸汽機車牽引，1928開始使用瑞典奇異公司和瑞士布朗-博韋里股份公司製造的電力機車，1953年開始引入10列電聯車MT-1系列，之後1960年代投入20列UT3000系列。FEVE接手後於1977年引入UT3500系列，由鐵路建設和協助公司 (CAF)製造，共引入15列列車，採3或4節編組，EMU900系列交付後，UT3500系列於2013年7月停止營運。另外1988年巴斯克鐵路公司曾將8列UT3000改裝為UT3100系列。
巴斯克鐵路公司接手後於1986年引入UT200系列，1990年引入UT300系列，皆由CAF製造。UT200系列有20組，最初為3編組，1996年增加為4節編組；UT200系列有12組，每組皆為2節動力車，營運時可以2組重聯使用，最高速度90公里/小時。UT200、300系列最初為淺藍色塗裝，EMU900系列交付後，配合EMU900系列，於2012~2014年間陸續改為銀色塗裝，2016年EMU950系列投入後UT200、300系列停止使用，除了308號車還在通勤路線E4線營運至2018年。

### 現有車輛
聖塞巴斯提安地鐵僅有1種列車，即由CAF製造的EMU900系列，於2011年交付並投入使用，最初訂製27列列車，之後增加至30列，採用2動2拖4節編組運營，最高速度90公里/小時，載客量400人。

## 營運

### 時間班距
聖塞巴斯提安地鐵營業時間約6：00~23：00間，平日西行方向E2線5：20從奥亚尔特孙站發出首發車，從昂達伊發出的第一班車為5：33，E5線每日5：50發出第一班車；末班車E2線22：33從昂達伊發出，E5線22：35發出。東行方向E5線每日5：52發出首發車，E2線6：00從阿馬拉站發出第一班車，從拉薩爾特-奧里亞站發出的第一班車為6：15；末班車E2線22：30從拉薩爾特-奧里亞站發出，E5線則在22：35發出，週六晚間通宵運營。
班距部分，共線段平日班距7.5分鐘，非共線段平日班距15分鐘，E2東端的伊倫‧菲巴特和昂達伊站班距30分鐘，假日部分週六15~23時班距與平日相同，其餘休假日時段班距為平日2倍，週六晚間通宵運營時E2、E5線皆以每小時對開1班頻率運營。

### 票務
採分區票價，聖塞巴斯提安地鐵分為2個區域，E2線跨越2區，E5全線在同一區，單程票1區1.8歐元，2區2元。另外巴斯克鐵路公司與法国国家铁路合作推出24小時通票可用於聖塞巴斯提安地鐵與法國波尔多－伊伦铁路巴约讷站以南之間，票價12歐元，12歲以下8歐元。

## 外部連結
- 巴斯克鐵路官方網站 （页面存档备份，存于）